# Clarendon (del av en befolkad plats i Australien, New South Wales)
Clarendon är en del av en befolkad plats i Australien. Den ligger i kommunen Hawkesbury och delstaten New South Wales, i den sydöstra delen av landet, omkring 48 kilometer nordväst om delstatshuvudstaden Sydney. Antalet invånare är 119.
Runt Clarendon är det tätbefolkat, med 343 invånare per kvadratkilometer.. Närmaste större samhälle är Quakers Hill, omkring 16 kilometer sydost om Clarendon.
Trakten runt Clarendon består till största delen av jordbruksmark. Genomsnittlig årsnederbörd är 1 267 millimeter. Den regnigaste månaden är februari, med i genomsnitt 216 mm nederbörd, och den torraste är juli, med 25 mm nederbörd.